# Paweł Januszewski
Paweł Januszewski (ur. 2 stycznia 1972 w Pyrzycach) – lekkoatleta, specjalista biegu na 400 m przez płotki, mistrz Europy z 1998.

## Życiorys
Pierwsze sukcesy odnosił w biegach płaskich (Saloniki, 1991 wicemistrzostwo Europy juniorów w sztafecie 4 x 400 metrów), w tej samej konkurencji był czterokrotnym Mistrzem Polski (1993, 1994, 1995 oraz 2000). Koronną dyscypliną Januszewskiego stał się jednak bieg na 400 m przez płotki, w którym w latach 1994–2004 zdobył 10 medali mistrzostw Polski (6 złotych i 4 srebrne). Reprezentował Polskę na Igrzyskach w Atlancie w 1996 (odpadł w eliminacjach) i na mistrzostwach świata (Ateny 1997), już z większym powodzeniem (odpadł po biegu półfinałowym). Karierze Januszewskiego poważnie zagroził wypadek samochodowy jakiemu uległ w 1997, nie było nawet pewne, czy polski lekkoatleta będzie mógł chodzić, zaś dalsza kariera sportowa wydawała się niemożliwa. Jednak dzięki udanej i szybkiej rehabilitacji Januszewski wywalczył niespodziewanie rok później na Mistrzostwach Europy w Budapeszcie złoty medal, poprawiając jednocześnie rekord Polski (48,17 s.), co zaowocowało m.in. 4. miejscem w Plebiscycie Przeglądu Sportowego. Przynależność do czołówki światowej potwierdził w kolejnych latach, zajmując 5. miejsce na mistrzostwach świata w 1999 w Sewilli (w tym samym roku zdobył złoty medal na Uniwersjadzie) oraz 6. na igrzyskach olimpijskich w Sydney w 2000 (startował na olimpiadzie także w eliminacjach sztafety 4 x 400 m, która zajęła ostatecznie 7. miejsce) i kolejnych mistrzostwach świata w Edmonton w 2001. Pozostawał w tych imprezach najlepszym Polakiem, mimo iż w reprezentacji wyrósł mu groźny rywal w osobie Marka Plawgo (który m.in. poprawił rekord Polski Januszewskiego).
Pozycję lidera polskich płotków na 400 m potwierdził również na mistrzostwach Europy w Monachium w 2002, kiedy w obronie tytułu z Budapesztu nie zdołał wprawdzie wygrać, ale zajął 3. miejsce. Kontuzja odniesiona w 2003 nie pozwoliła mu startować w mistrzostwach świata w Paryżu w 2003 oraz w igrzyskach olimpijskich w Atenach 2004 oraz przesądziła ostatecznie o zakończeniu kariery sportowej; decyzję o rezygnacji z uprawiania sportu Januszewski ogłosił w listopadzie 2004.
Do sukcesów w biegu na 400 m przez płotki doprowadził go Janusz Iskra, profesor na Akademii Wychowania Fizycznego w Katowicach oraz na Politechnice Opolskiej.
Był wychowankiem Spartakusa Pyrzyce, od 1989 do 1991 LKS „Pomorze” Stargard, od 1993 przez większość kariery reprezentował klub Skra Warszawa; od 2003 zawodnik krakowskiego Wawelu. W 2004 ukończył studia na Wydziale Wychowania Fizycznego i Fizjoterapii Politechniki Opolskiej. Jest również absolwentem Szkoły Głównej Handlowej na kierunku marketing sportowy.
Współpracował jako stały ekspert w programie "nSport bez ciśnień" w kanale nSport na platformie N. Od 2011 współprowadzi wraz z Przemysławem Iwańczykiem  program "Atleci" w Polsat Sport.
Jest pomysłodawcą akcji stadionowej "BiegamBoLubię" i prowadzącym wraz z Krzysztofem Łoniewskim audycję "Biegam, bo lubię" na antenie Trójki Polskiego Radia.
Jest prezesem Fundacji Wychowanie przez Sport. Pełnił funkcję zastępcy dyrektora Instytutu Sportu.
Był członkiem honorowego komitetu poparcia Bronisława Komorowskiego przed wyborami prezydenckimi w Polsce w 2015 roku.

## Rekordy życiowe
- Bieg na 400 metrów przez płotki – 48,17 s. (20 sierpnia 1998, Budapeszt) – 2. wynik w historii polskiej lekkoatletyki[4]

## RankingTrack and Field News
- 1998 – 9. miejsce
- 2000 – 8. miejsce
- 2001 – 9. miejsce
- 2002 – 10. miejsce

## Światowy ranking lekkoatletycznyIAAF
- 2001 – 6. miejsce